# Delphinium pictum
Delphinium pictum (Willd., 1809), comunemente nota come speronella variopinta, è una pianta appartenente alla famiglia delle Ranunculaceae, diffusa in Corsica, Sardegna ed isole Baleari.